# Nichiren Shu
A Nichiren Shu é uma linhagem budista que foi fundada 700 anos atrás.
Escola budista do Mahayana, fundada no século XIII por Nichiren Shonin no Japão. "Nichiren" (Nikko) é o nome do fundador. "Shu" significa simplesmente "escola". A sua missão é a de propagar os ensinos de Nichiren Shu e a verdade fundamental do budismo.
Nichiren Shonin viveu no Japão de 1222 a 1282. O seu nome significa "Sol Lótus", e seu título “Shonin” significa venerável.
Nichiren foi um grande professor e reformador, que rejeitou a reserva do budismo para uma classe de elite e o restaurou como uma prática comum para pessoas comuns, baseado em seus ensinamentos “Sutra da Flor de Lótus do Maravilhoso Dharma”, também conhecido simplesmente como o Sutra de Lótus.
Em seus muitos anos de estudo, Nichiren Shonin constatou que o Sutra de Lótus foi o ponto culminante dos ensinamentos de Buda Sakyamuni, verdade essa que se faz clara através do próprio estudo dessa escritura sagrada.
Como as demais escolas do Budismo de Nichiren, a Nichiren Shu tem como cânone principal o Sutra do Lótus e como principal prática a recitação do daimoku.